# Stanley and Livingstone
Stanley and Livingstone (bra: As Aventuras de Stanley e Livingstone; prt: O Explorador Perdido) é um filme estadunidense de 1939, dos gêneros drama histórico-biográfico|aventura, dirigido por Henry King e Otto Brower para a 20th Century Fox, com roteiro de Philip Dunne e Julien Josephson baseado na busca do jornalista sir Henry M. Stanley pelo missionário escocês David Livingstone, desaparecido na África em meados do século 19.

## Elenco
- Spencer Tracy... Henry M. Stanley
- Nancy Kelly... Eve Kingsley
- Richard Greene... Gareth Tyce
- Walter Brennan... Jeff Slocum
- Charles Coburn... lord Tyce
- Cedric Hardwicke... David Livingstone
- Henry Hull... James Gordon Bennett, Jr.
- Henry Travers... John Kingsley
- Miles Mander... sir John Gresham
- David Torrence... sr. Cranston
- Holmes Herbert... sir Frederick Holcomb
- C. Montague Shaw... sir Oliver French
- Brandon Hurst... sir Henry Forrester
- Hassan Said... Hassan, guia nativo
- Paul Harvey... cel. Grimes
- Russell Hicks... comissário
- Frank Dae... comissário

## Sinopse
Em 1870, intrépido repórter Henry Stanley, do jornal New York Herald que, em 1871, é encarregado de procurar o paradeiro do missionário Livingstone, que partira para a África havia muitos anos e era dado como desaparecido.

## Produção
De acordo com o roteirista Philip Dunne, o filme foi originariamente escrito como veículo para Tyrone Power, que interpretaria Stanley. Darryl F. Zanuck, chefe de produção da 20th Century Fox, havia recebido uma sugestão de que o projeto devesse ser baseado numa representação de um cínico Stanley que busca Livingstone apenas por publicidade, tornando-se idealista somente após encontrá-lo. Zanuck concordou e pediu a Dunne e Julien Josephson que reescrevessem o roteiro.